# Euphorbia specksii
Euphorbia specksii är en törelväxtart som beskrevs av Werner Rauh. Euphorbia specksii ingår i släktet törlar, och familjen törelväxter.
Artens utbredningsområde är Tanzania. Inga underarter finns listade i Catalogue of Life.